# Noorpur
Noorpur là một thành phố và là nơi đặt ban đô thị (municipal board) của quận Bijnor thuộc bang Uttar Pradesh, Ấn Độ.

## Nhân khẩu
Theo điều tra dân số năm 2001 của Ấn Độ, Noorpur có dân số 33.580 người. Phái nam chiếm 52% tổng số dân và phái nữ chiếm 48%. Noorpur có tỷ lệ 57% biết đọc biết viết, thấp hơn tỷ lệ trung bình toàn quốc là 59,5%: tỷ lệ cho phái nam là 64%, và tỷ lệ cho phái nữ là 48%. Tại Noorpur, 19% dân số nhỏ hơn 6 tuổi.